# تولیدکنندگی (بوم‌شناسی)
در بوم‌شناسی، اصطلاح تولیدکنندگی (باروری) (به انگلیسی: Productivity) به نرخ تولید زیست‌توده در یک اکوسیستم اشاره دارد که معمولاً بر حسب واحد جرم در حجم (واحد سطح) در واحد زمان بیان می‌شود، مانند گرم بر مترمربع در روز (gm -2 d -1).). واحد جرم می‌تواند مربوط به ماده خشک یا جرم کربن تولیدشده باشد. بهره‌وری خودپروردها مانند گیاهان را تولید اولیه و تولید دگرپروردها مانند جانوران را تولید ثانویه می‌نامند.
در زیر فهرستی از اکوسیستم‌ها به ترتیب کاهش تولید آورده شده‌است.
| تولیدکننده        | تولید زیست توده (gC/m²/year) |
| مرداب‌ها و مرداب‌ها | ۲۵۰۰                         |
| صخره‌های مرجانی    | ۲۰۰۰                         |
| بستر جلبکی        | ۲۰۰۰                         |
| مصب رودخانه       | ۱۸۰۰                         |
| جنگل‌های معتدل     | ۱۲۵۰                         |
| زمین‌های زیرکشت    | ۶۵۰                          |
| توندراها          | ۱۴۰                          |
| اقیانوس باز       | ۱۲۵                          |